# Fort Portal
Fort Portal egy város Uganda nyugati részén. Közigazgatásilag a Nyugati-Körzetben lévő Kabarole kerület politikai és pénzügyi központja, és az egykori Toro nevű királyság fővárosa.

## Neve
A város egy angol, az Ugandai Protektorátusért felelő kormánymegbízottról, Sir Gerald Portalról kapta a nevét. A településre vezető főúton szobra a város védelmezőjeként, egy puskát a kezébe tartva jelenik meg és köszönti a városba látogatókat.
Ő fedezte fel a Rwenzori-hegységet és a Bwindi Nemzeti Park egykori területét is.

## Történelem

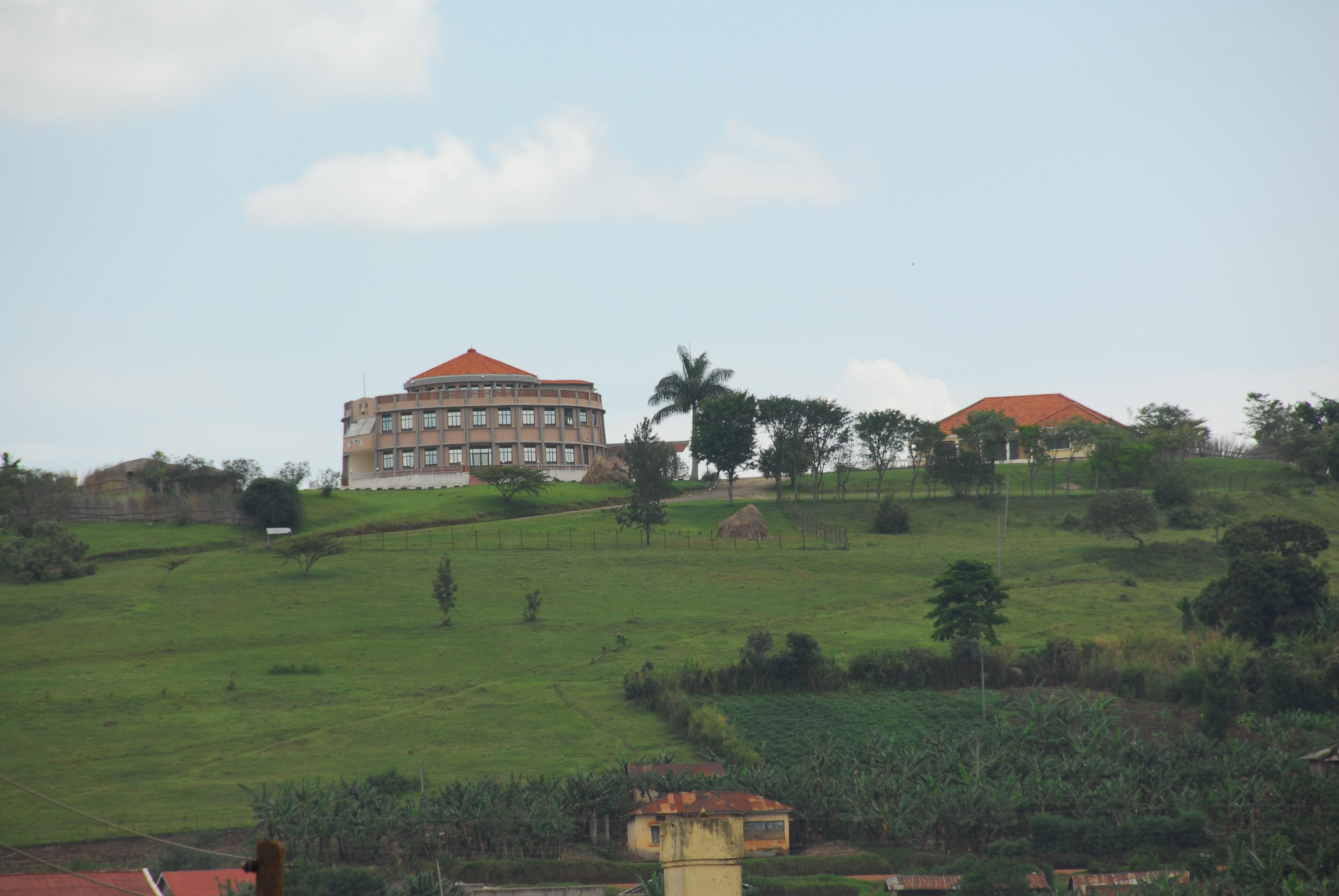
A Toroi Királyság rekonstruált kastélya.

Első források a vidékről az 1830-as években írnak, amikor létrejött a Toroi Királyság. Mivel ez volt a legnagyobb település a birodalmon belül, a királyi család itt telepedett le és építtetett kastélyt.
Később miután az angolok bejöttek az ország területére, a város fontossága és hírneve alábbhagyott. 
A függetlenedéskor (1962) létrejött az egységes Uganda. Idi Amin és Milton Obote uralkodása alatt jelentős számú Fort Portalit és környékbelit telepítettek Kampalába, mivel ezen a vidéken lázadások törtek ki Yoweri Museveni vezetésével, aki pár évig a városban tartózkodott.
1986-ban visszatértek a királyok és kérvényezték, hogy protokollárisan folytathassák kultúrájukat. Azóta a hagyomány szerint választják a királyokat. Jelenlegi vezető:IV. Omukama Oyo Nyimba Kabamba Iguru Rukidi.

## Földrajz

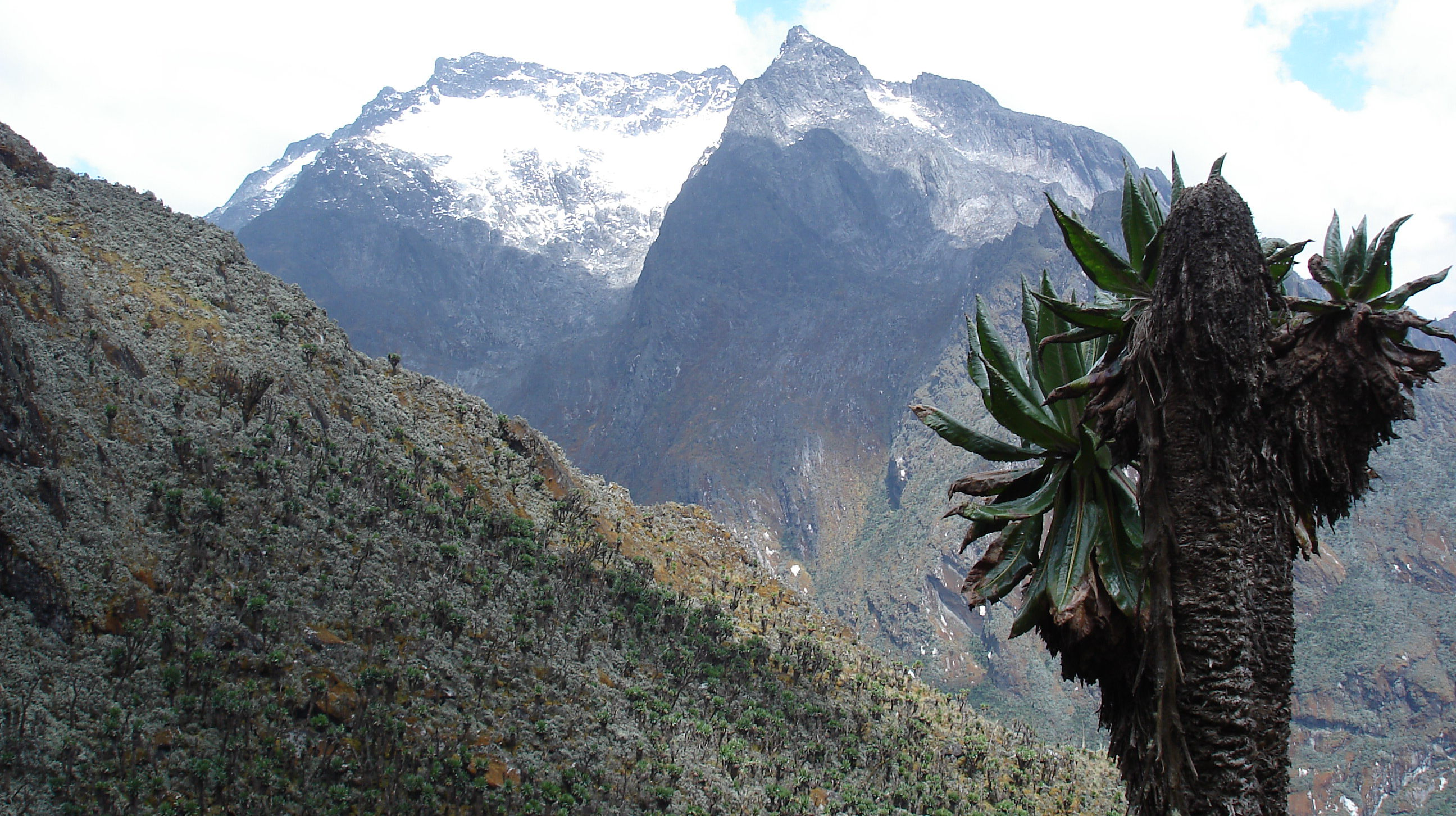
A közelben van a Rwenzori-hegység Nemzeti Park.

Fort Portal körülbelül 320 kilométerre van a fővárostól, Kampalától.
Éghajlata trópusi, de az a különbség a többi ugandai városhoz képest, hogy mivel a település lábánál fekszik a magas Rwenzori-hegység, némileg befolyásolja a csapadékmennyiséget és a hőmérsékletet is.
A városon keresztülfolyik egy patak, ezenkívül a legközelebbi nagy mennyiségű édes víz mennyiség a 93 kilométerre lévő Albert-tóban található.
Fort Portal és környéke gazdag állatvilágban büszkélkedhet. A közelben lévő esőerdők rengeteg állatnak adnak otthont. Például a kolibriféléknek, gorillának, csimpánznak vagy a viperáknaknak.

## Közlekedés

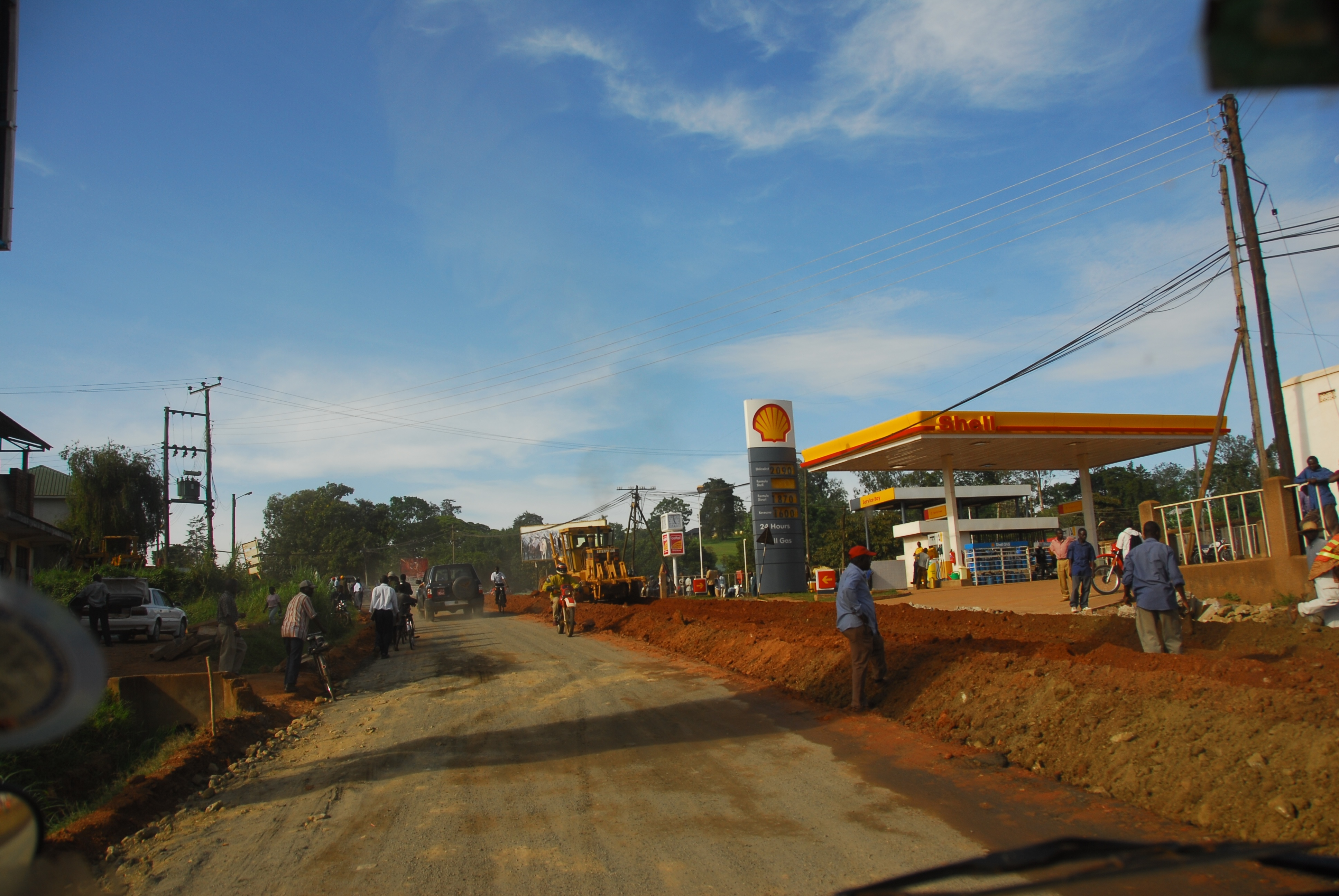
Aszfaltozás a főúton.

A városon keresztülhalad a Kigali-Kampala főútvonal, amely az állam területén végig aszfaltozott, első 50 kilométeren 2x2 sávos. A főváros 360-, Ruanda központja pedig 250 kilométerre van közúton. Előbbi megtételéhez 4 óra, utóbbiéhoz 3 óra szükséges.

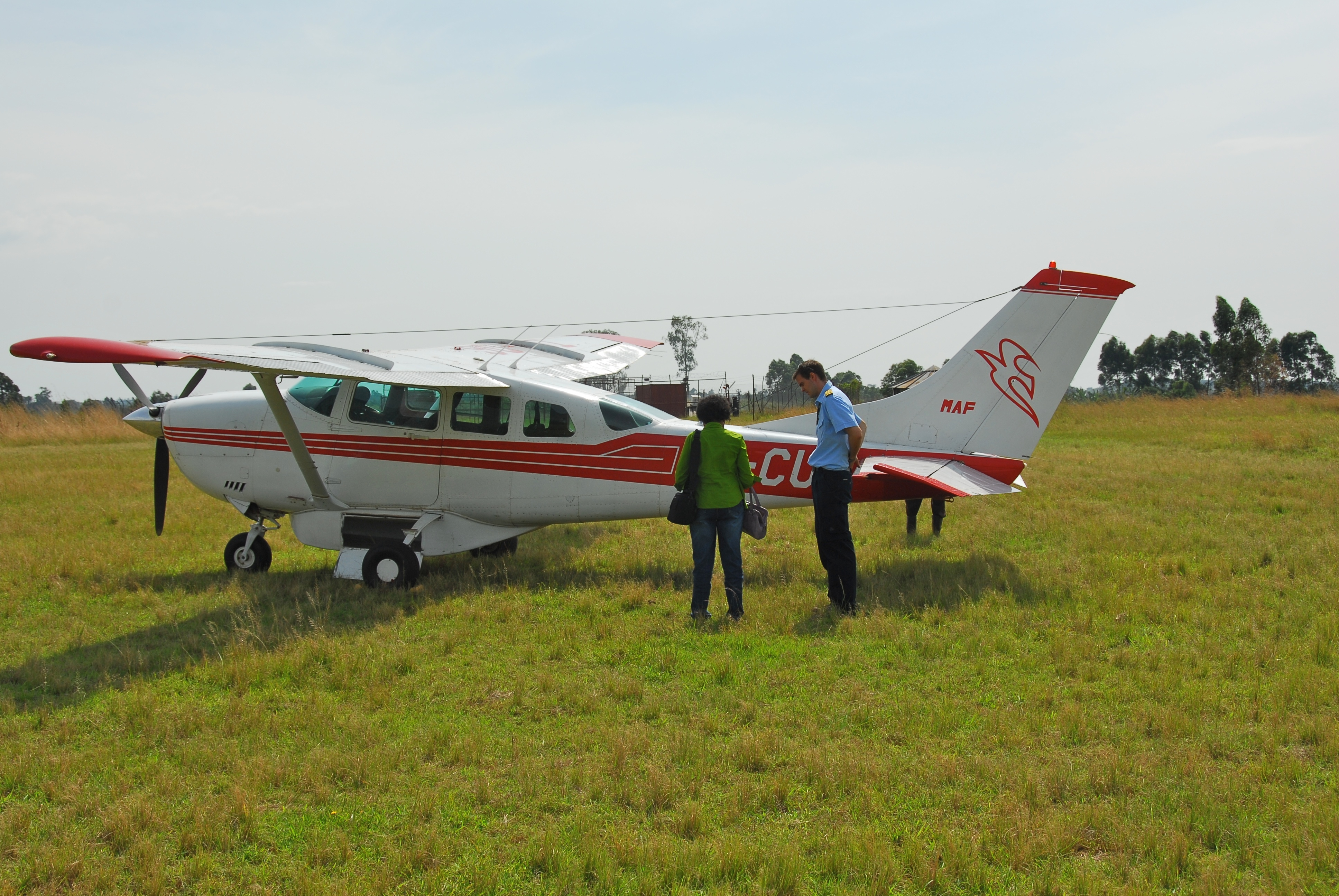
Fort Portal repülőtér.

Ebből az útból ágazik el egy kisebbrendű út, amely az Albert-tóhoz megy. Ennek hossza 93 kilométer.
A városban 2007 óta jelentősen fejlesztették az infrastruktúrát. 3 benzinkút is  települt a városba, közlekedési táblákat helyeztek ki és építettek egy körfogalmat is.
Fort Portal határán kívül, a Rwenzori-hegység egyik völgyében van egy fapados repülőgépeknek szánt füves leszállópálya. Ide csak a maximum 10-20 főt szállító gépek szállhatnak le és fel. Erre a repülőtérre leginkább csak a környező országokból érkeznek. A kifutó hossza 800 méter.

## Népesség

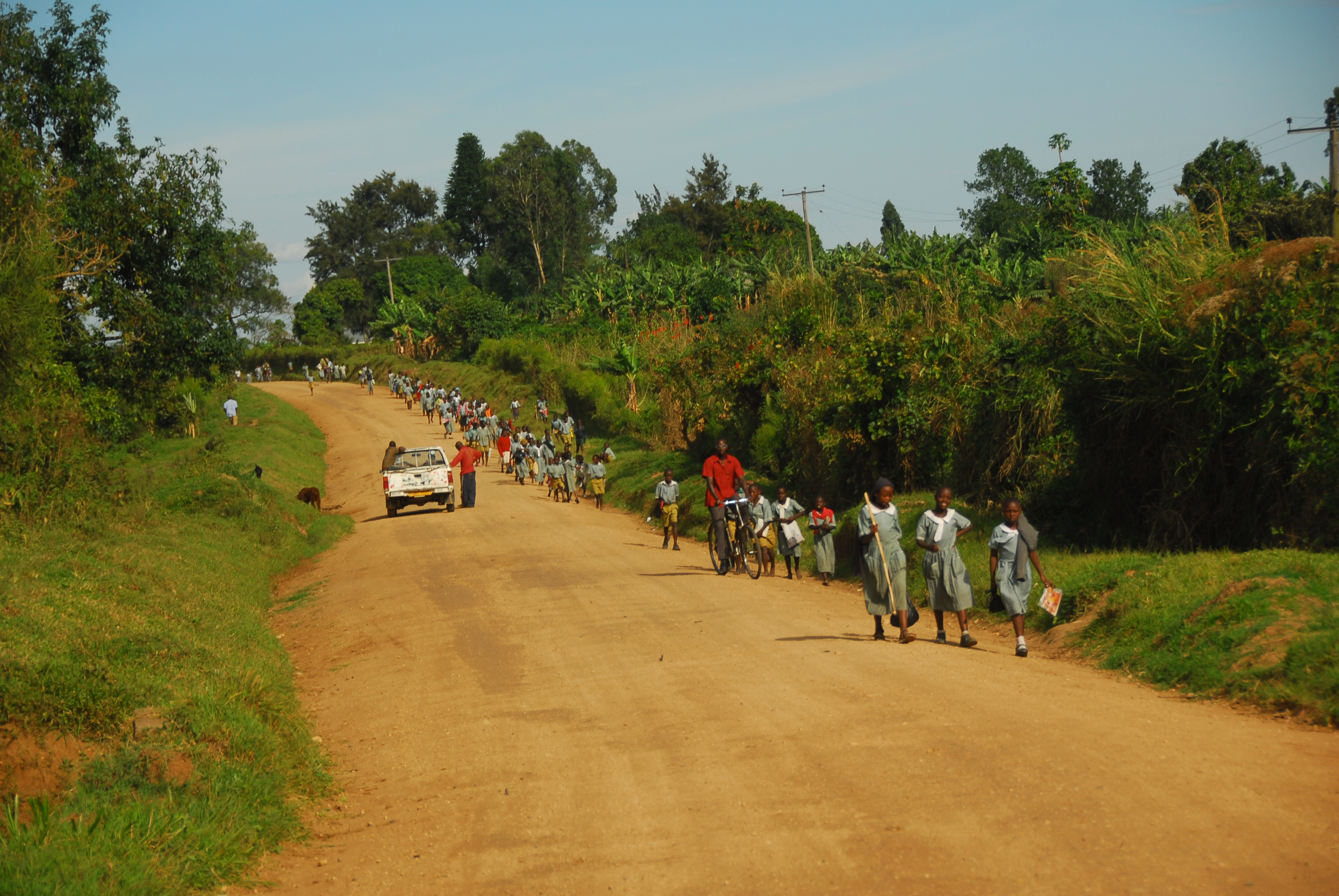
Gyaloglás a szomszéd faluba.

| Fort Portal lakossága |          |
| Év                    | Lakosság |
| 2002                  | 41 000   |
| 2004                  | 42 200   |
| 2006                  | 43 500   |
| 2008                  | 44 900   |
| 2010                  | 46 200   |
| 2012                  | 48 000   |